# فرس البحر الجزائري
فرس البحر الجزائري (الاسم العلمي: Hippocampus algiricus) (بالإنجليزية: West African seahorse)‏ هو نوع من الأسماك يتبع جنس فرس البحر من فصيلة زمارات البحر.